# Luisa Usenich
Luisa Usenich (Trieste, 3 marzo 1992) è una calciatrice italiana, centrocampista della Triestina.
Giocatrice polivalente, può ricoprire più ruoli. Nata calcisticamente nella ASD Trieste Calcio, esordisce nel campionato di Serie A 2008-2009 (calcio femminile) a 16 anni.

## Statistiche
Statistiche aggiornate al 16 febbraio 2020.

### Presenze e reti nei club
| Stagione          | Squadra           | Campionato        | Campionato | Campionato | Coppe nazionali | Coppe nazionali | Coppe nazionali | Coppe continentali | Coppe continentali | Coppe continentali | Altre coppe | Altre coppe | Altre coppe | Totale | Totale |
| Stagione          | Squadra           | Comp              | Pres       | Reti       | Comp            | Pres            | Reti            | Comp               | Pres               | Reti               | Comp        | Pres        | Reti        | Pres   | Reti   |
| ----------------- | ----------------- | ----------------- | ---------- | ---------- | --------------- | --------------- | --------------- | ------------------ | ------------------ | ------------------ | ----------- | ----------- | ----------- | ------ | ------ |
| 2008-2009         | Tavagnacco        | A                 | 12         | 0          | CI              | ?               | ?               | -                  | -                  | -                  | -           | -           | -           | 12+    | 0+     |
| 2009-2010         | Tavagnacco        | A                 | 1          | 0          | CI              | ?               | ?               | -                  | -                  | -                  | -           | -           | -           | 1+     | 0+     |
| 2010-2011         | Tavagnacco        | A                 | ?          | ?          | CI              | ?               | ?               | -                  | -                  | -                  | -           | -           | -           | ?      | ?      |
| 2011-2012         | Tavagnacco        | A                 | 0          | 0          | CI              | ?               | ?               | -                  | -                  | -                  | -           | -           | -           | ?      | ?      |
| 2012-2013         | Tavagnacco        | A                 | 0          | 0          | CI              | ?               | ?               | -                  | -                  | -                  | -           | -           | -           | ?      | ?      |
| 2013-2014         | Tavagnacco        | A                 | 10         | 1          | CI              | ?               | ?               | -                  | -                  | -                  | -           | -           | -           | 10+    | 1+     |
| 2014-2015         | Tavagnacco        | A                 | 3          | 0          | CI              | -               | -               | -                  | -                  | -                  | -           | -           | -           | 3      | 0      |
| 2015-2016         | Tavagnacco        | A                 | 0          | 0          | CI              | ?               | ?               | -                  | -                  | -                  | -           | -           | -           | ?      | ?      |
| Totale Tavagnacco | Totale Tavagnacco | Totale Tavagnacco | 23         | 1          |                 | ?               | ?               |                    | -                  | -                  |             | -           | -           | 23+    | 1+     |
| 2016-2017         | Udinese           | B                 | 3          | 1          | CI              | ?               | ?               | -                  | -                  | -                  | -           | -           | -           | 3+     | 1+     |
| 2017-2018         | Triestina         | ?                 | ?          | ?          | -               | -               | -               | -                  | -                  | -                  | -           | -           | -           | ?      | ?      |
| 2018-2019         | Triestina         | E                 | ?          | ?          | -               | -               | -               | -                  | -                  | -                  | -           | -           | -           | ?      | ?      |
| 2019-2020         | Koper             | 1.SŽNL            | 9          | 0          | -               | -               | -               | -                  | -                  | -                  | -           | -           | -           | 9      | 0      |
| 2020-2021         | Triestina         | C                 | ?          | ?          | -               | -               | -               | -                  | -                  | -                  | -           | -           | -           | ?      | ?      |
| Totale Triestina  | Totale Triestina  | Totale Triestina  | ?          | ?          | -               | -               | -               | -                  | -                  | -                  | -           | -           | -           | ?      | ?      |
| Totale carriera   | Totale carriera   | Totale carriera   | ?          | ?          | -               | -               | -               | -                  | -                  | -                  | -           | -           | -           | ?      | ?      |

## Palmarès

### Club
- Coppa Italia: 1

Tavagnacco: 2013-2014